# HD105702
HD105702 — хімічно пекулярна зоря спектрального класу F0, що має видиму зоряну величину в смузі V приблизно  5,7.
Вона  розташована на відстані близько 143,0 світлових років від Сонця.

## Фізичні характеристики
Зоря HD105702 обертається 
порівняно повільно 
навколо своєї осі. Проєкція її екваторіальної швидкості на промінь зору становить  Vsin(i)= 42км/сек.